# Аристово (Зубцовский район)
Аристово — железнодорожный разъезд в Зубцовском районе Тверской области. Входит в состав Зубцовского сельского поселения.

## География
Находится в южной части Тверской области на расстоянии приблизительно 6 км на запад-северо-запад по прямой от районного центра города Зубцов у железнодорожной линии Зубцов-Ржев.

## История
Железнодорожный разъезд был отмечен как безымянный еще на карте 1939 года. Официальная дата открытия — 1951 год. На карте 1980 года уже показан под настоящим именем, данным по названию одной из ближайших уже исчезнувших деревень.

## Население
Численность населения: 4 человека (русские 100 %) в 2002 году, 0 в 2010.